# Cesta bolestných kamenů

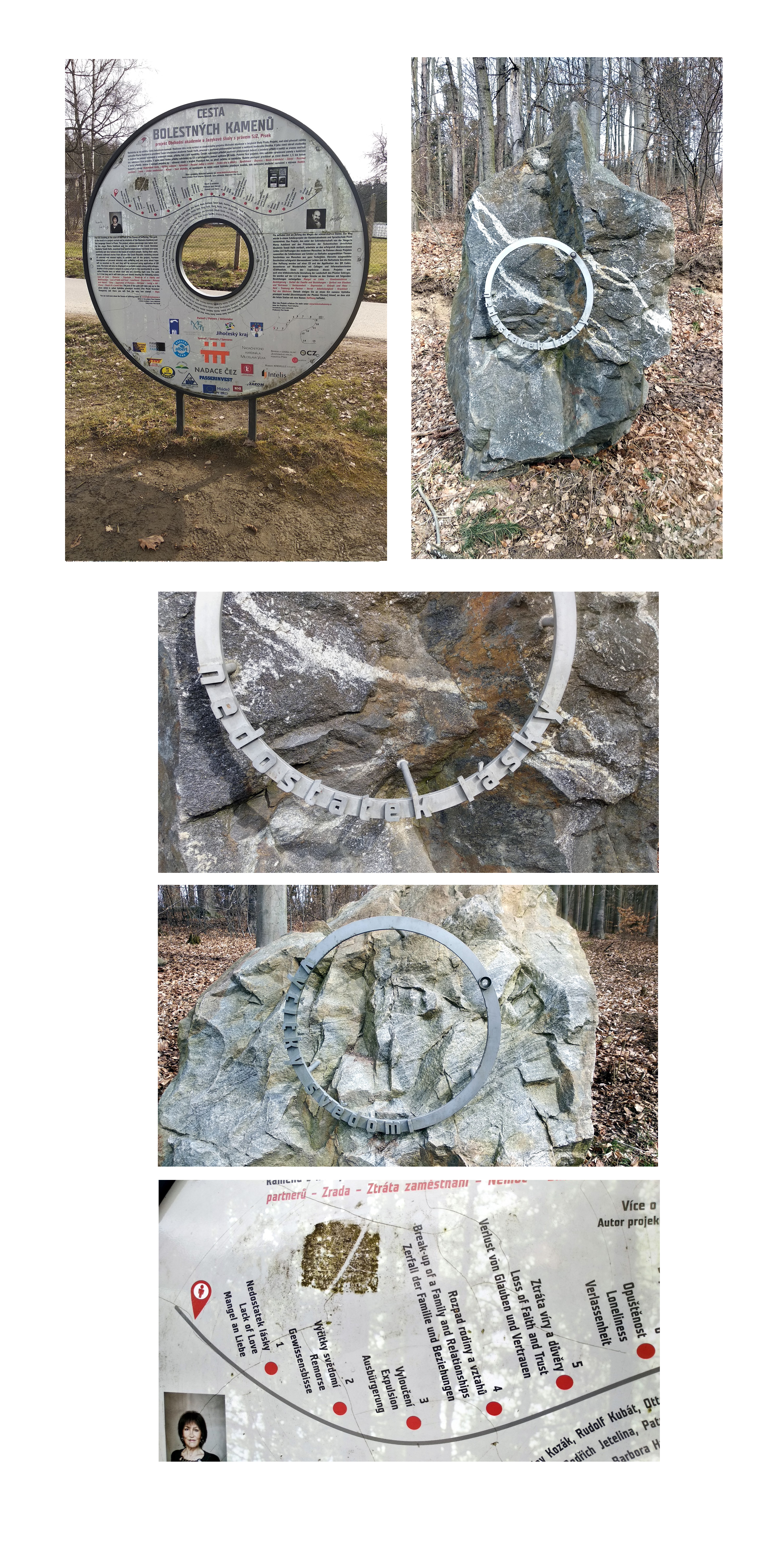
Cesta bolestných kamenů v Písku

Cesta bolestných kamenů je bezmála 2 km dlouhá lesní trasa v oblasti Píseckých hor, na které je celkem 14 zastavení, věnovaných bolestem člověka 21. století. Ty byly v rámci projektu, iniciovaného Pavlem Sekyrkou, ředitelem Obchodní akademie Písek a předsedou České křesťanské akademie v Písku, definovány studenty jako: Nedostatek lásky; Výčitky svědomí; Vyloučení; Rozpad rodiny a vztahů; Ztráta důvěry a víry; Opuštěnost; Deprese; Násilí a nenávist; Závist; Rozchod partnerů; Zrada; Ztráta zaměstnání; Nemoc; Smrt blízkého. Tato paralela klasické křesťanské křížové cesty je doplněna o finální patnácté zastavení s názvem Naděje.
Patrony se stali zpěvačka Marta Kubišová a Tomáš Halík, prezident České křesťanské akademie.
V roce 2012 vyzval Pavel Sekyrka studenty k pojmenování ve společnosti vnímaných bolestí. Poté studenti kontaktovali zhruba šest set různých sociálních zařízení, mezi které patřily například i věznice, domovy důchodců a dětské domovy, s žádostí na jednotlivce o zaslání svého příběhu. V Píseckých horách bylo umístěno 14 lomových bloků nevšední a rozmanité barevnosti. Kameny jsou osazeny kovovými obručemi s pojmenováním dané bolesti, i když se vesměs jedná o bolesti duše, symbolicky je představuje kapce krve podobné rubínové sklo. Jinak pojaté je zastavení Naděje, vyhotovené z kovových plátů, nesoucích stopy více než tisíce zásahů vystřelených nábojnic. Autorkou výtvarného pojetí je architektka Laura Jablonská. Pláty vytvářejí i zjevný motiv kříže a v nich usazená deska matného skla vytváří průchodem světla iluzi naděje.
Prostřednictvím načtení QR kódů, na YouTube či na CD je možné poslechnout si konkrétní příběhy vybrané z mnoha, které studenti v rámci tohoto sociálního projektu sebrali. Na jejich audio realizaci se podíleli herci jako Luděk Munzar, Ondřej Vetchý, Jan Tříska, Miroslav Táborský, Daniela Kolářová, David Švehlík, Robert Jašków, Tomáš Halík nebo Vilma Cibulková. Slavnostní otevření proběhlo roku 2014, a to symbolicky před Velikonocemi dne 16. dubna.
Počátek cesty je v místě zvaném U Vodáka, završena je na Vyhlídce píseckých lesníků. Od posledního zastavení je to 700 metrů k rozhledně Jarník.   